# Phaeoptyx xenus
Phaeoptyx xenus és una espècie de peix pertanyent a la família dels apogònids.

## Descripció
- Pot arribar a fer 7,5 cm de llargària màxima.[6][7]

## Hàbitat
És un peix marí, associat als esculls i de clima tropical que viu a 5-60 m de fondària (normalment, entre 5 i 20) entre les esponges de mar Verongia fistularis, Callyspongia plicifera i Callyspongia vaginalis.

## Distribució geogràfica
Es troba a l'Atlàntic occidental central: des del sud de Florida (els Estats Units), les illes Bahames i el nord-est del golf de Mèxic fins a Veneçuela.

## Observacions
És inofensiu per als humans.